# Отчаянные домохозяйки (сезон 3)
«Отчаянные домохозяйки» (англ. Desperate Housewives) — американская телевизионная трагикомедия, повествующая о жизни нескольких подруг из фешенебельного пригорода. Сериал, производством которого занимается «Touchstone Television», стартовал в США в 2004 году. Третий сезон начался 24 сентября 2006 года и включает в себя 23 эпизода. 
В центре внимания в этом сезоне — Орсон Ходж и его прошлое, которое никак не хочет оставить его в покое. Прошло шесть месяцев с того дня, когда он сбил на своей машине Майка, и тот впал в кому. К тому же одна женщина подозревает, что он убил свою бывшую жену, которая пропала без вести...

## Сюжет
После гибели Меттью, как выяснилось, виновного в смерти Мелани, Бетти и её старший сын Калеб (Нешон Кирс) покидают Вистерия-Лейн также неожиданно и спешно, как и появились. День за днём жизнь и страсти кипят в маленьком городке, у которого появился новый сторонний наблюдатель — отравленный год назад Рекс Ван Де Камп. Следя за событиями, происходящими в жизни его друзей, Рекс приходит к выводу, что и у мужской половины улицы есть свои сложные проблемы.
К Иди приезжает племянник Остин (Джош Хэндерсон), в которого, после долгого отрицания этого факта, влюбляется Джули Мэйер (Андреа Бауэн). Но поскольку она не хочет заниматься с ним любовью, Остин начинает тайно встречаться с Даниэль. Сама Иди пытается наладить собственную жизнь — когда к ней ненадолго приезжает погостить её маленький сынишка Трэверс (Джек Черри), Карлос видит её в совершенно ином свете. Однако оба вскоре понимают, что не готовы вновь начать семейную жизнь.
Майк вот уже полгода как находится в коме после того, как таинственный незнакомец сбивает его на машине. Сьюзан, днями и ночами дежурящая в больнице у его постели, знакомится с обворожительным Йеном (Дугрей Скотт), чья жена также находится в бессознательном состоянии уже несколько лет. Однако Йен не торопится с серьёзными отношениями, боясь осуждения родственников и друзей. Да вот и Майк не вовремя приходит в себя — выясняется, что он страдает потерей памяти, и Иди пытается внушить ему, что после болезненного расставания со Сьюзан он возненавидел её всей душой. После выяснения отношений с Майком Сьюзан заводит роман с Йеном, а Карлос решает переехать жить к своему «лучшему другу» Майку. Сам Дельфино, тем временем, пытается вспомнить, кто виноват в произошедшем с ним счастливом случае.
Каково же было его удивление, когда он узнаёт в женихе Бри, Орсоне Ходже (Кайл Маклахлен), незнакомца, сидевшего за рулём сбившей его машины. Бри счастлива, полагая, что её жизнь вновь налаживается. Как бы не так — когда по телевизору она видит интервью, взятое у Эндрю, которого Бри сама и выкинула на улицу, она решает найти сына. Много интересного ей предстоит узнать и об Орсоне. Например, что его жена Альма Ходж (Велори Махэфи) пропала без вести, а конфликт с его матерью Глорией (Дикси Картер), которую сын забрал из дома престарелых, набирает обороты, когда Альма неожиданно объявляется на Вистерия-Лейн.
Тем временем выясняется, что Даниэль ждёт ребёнка от Остина. Тогда Иди решает, что юноше пора покинуть Вистерия-Лейн, Бри увозит Даниэль подальше от дома, желая скрыть позор, а Сьюзан рассказывает Джули, что Остин ей изменял.
Габриэль тоже несладко — после того, как Карлос изменяет ей с домработницей Шао Мэй (Гвендолин Ео) — суррогатной матерью их будущего ребёнка, Габи подаёт на развод. Она пытается забыть обиды, преподавая азы модельного дела младшим школьницам, получая знаки внимания и дорогие подарки от таинственного незнакомца. Каково же её удивление, когда она узнаёт, что все подарки были присланы Заком Янгом, живущим на наследство своего деда. Вскоре у Габриэль начинается роман с известным политиком Виктором Ленгом (Джонн Спаттери). Однако в день свадьбы Габи узнаёт, что Виктор преследовал свои корыстные цели, женясь на ней.
Линетт должна смириться с мыслью, что у Тома есть внебрачная дочь Кайла, которая вместе со своей взбалмошной матерью Норой (Кирстен Уоррен) поселяется недалеко от Вистерия-Лейн, чтобы быть ближе к главе семейства Скаво, а сам Том решает осуществить свою давнюю мечту — открыть настоящее семейное заведение — уютную пиццерию. Поначалу дела идут плохо, но вот у них появляется новый шеф-повар, очаровательный Рик (Джейсон Гедрик), с которым не против пофлиртовать Линетт. Все закончилось так же стремительно, как и началось. Однако впереди Линетт ждёт огромное испытание — после ссоры с Томом она случайно узнаёт, что больна раком.
Не успевает Майк прийти в себя после продолжительной комы, как его сажают в тюрьму по обвинению в убийстве некой Моник (Кэтлин Йорк), так или иначе связанной с Орсоном. В тюрьме Майк встречает Пола, отбывающего срок за убийство Фелиции Тилман, ведь кровь и два пальца жертвы нашли именно в его гараже. Благо Пол пользуется авторитетом в тюрьме и предлагает Майку поддержку, но Дельфино очень скоро понимает, что доброжелательное отношение Пола вызвано иными, корыстными причинами.
Тем временем, разобравшись со своими проблемами, поженившись и вернувшись из медового месяца, Орсон и Бри объявляют всем, что ждут ребёнка. Однако это всего лишь трюк, дабы объяснить внезапное появление ребёнка в семействе Ван Де Камп.
А Иди, кажется, решилась на самый отчаянный поступок в её жизни.

## Актёрский состав

### Основной актёрский состав
- Тери Хэтчер — Сьюзан Майер
- Фелисити Хаффман — Линетт Скаво
- Марсия Кросс — Бри Ходж
- Ева Лонгория — Габриэль Солис
- Николетт Шеридан — Иди Бритт
- Бренда Стронг — Мэри Элис Янг
- Андреа Боуэн — Джули Майер
- Рикардо Антонио Чавира — Карлос Солис
- Даг Сэвант — Том Скаво
- Джеймс Дентон — Майк Дельфино
- Кайл Маклахлен — Орсон Ходж

Также снимались:
- Шон Пайфром — Эндрю Ван де Камп
- Джой Лорен — Даниэль Ван де Камп
- Джош Хендерсон — Остин Маккан
- Брент Кинсман — Престон Скаво
- Шейн Кинсман — Портер Скаво
- Зейн Хуэтт — Паркер Скаво

### Приглашённые актёры
- Дугрей Скотт — Йен Хейнсворт
- Дикси Картер — Глория Ходж
- Валери Махаффей — Элма Ходж
- Кирстен Уоррен — Нора Хантингтон
- Рэйчел Фокс — Кайла Хантингтон Скаво
- Джон Слэттери — Виктор Ланг
- Джейк Черри — Трэверс Маклейн
- Кэтрин Джустен — Карен Маккласки
- Марк Мозес — Пол Янг
- Коди Кэш — Зак Янг
- Лори Меткалф — Кэролин Бигсби
- Пэт Кроуфорд Браун — Айда Гринберг
- Эрни Хадсон — детектив Ридли
- Мэтт Рот — Арт Шепард
- Кэтлин Йорк — Моник Полье
- Джейсон Гедрик — Рик Колетти
- Брайан Кервин — Харви Бигсби
- Майк Фаррелл — Милтон Ланг
- Джесси Меткалф — Джон Роуленд
- Гвендолин Йо — Шао-Мэй
- Полли Берген — Стелла Уингфилд
- Карри Грэм — Эд Феррара
- Ричард Бёрджи — Карл Майер
- Стивен Калп — Рекс Ван де Камп
- Энтони Азизи — мистер Фалати
- Хлоя Морец — Шерри
- Грег Эвиган — Чарльз Маклейн
- Эллен Гир — Лиллиан Симмс

Специально приглашённые звёзды:
- Линн Редгрейв — Далиа Хейнсворт
- Пэкстон Уайтхед — Грэм Хейнсворт
- Дебра Монк — Марселла

## Эпизоды
| № общий | № в сезоне | Название                                                                  | Режиссёр       | Автор сценария                            | Дата премьеры    | Зрители в США (млн) |
| --- | ---------- | ------------------------------------------------------------------------- | -------------- | ----------------------------------------- | ---------------- | ------------------- |
| 48 | 1          | «Listen to the Rain on the Roof» «Прислушайся, как стучит дождь по крыше» | Ларри Шоу      | Марк Черри и Джефф Гринстайн              | 24 сентября 2006 | 24,09               |
| Майк всё ещё находится в коме — 6 месяцев спустя, после того, как его сбил Орсон, а в жизни Сьюзан появляется другой мужчина — Йен. Линетт приходится учиться жить с правдой о Кайле — дочери Тома и её матери Норе. Орсон делает предложение Бри, и она его принимает. А Габриэль и Карлос разводятся, хотя Габи и ухаживает с огромной неохотой за Шао-Мэй… |            |                                                                           |                |                                           |                  |                     |
| 49 | 2          | «It Takes Two» «Нужны двое»                                               | Дэвид Гроссман | Кевин Мерфи и Дженна Банс                 | 1 октября 2006   | 21,42               |
| Габриэль и Карлос находятся в шоке после того, как Шао-Мэй рожает «неправильного» ребёнка. К Иди приезжает погостить её племянник Остин. Линетт и Том пытаются найти приятеля для Норы, чтобы держать взбалмошную девушку на расстоянии от своей семьи. А свидание Сьюзан и Йена превращается в проблему… |            |                                                                           |                |                                           |                  |                     |
| 50 | 3          | «A Weekend in the Country» «Выходные за городом»                          | Уэнди Станзлер | Боб Дейли                                 | 8 октября 2006   | 20,96               |
| Габриэль встречает Джона и узнает, что он помолвлен. Бри видит Эндрю на телевидении и отменяет медовый месяц, чтобы найти сына. Сьюзан и Йену также приходится отменить свои романтические планы на выходные. Нора упорно пытается занять важное место в жизни Линетт и Тома, а Джули просит Остина о помощи… |            |                                                                           |                |                                           |                  |                     |
| 51 | 4          | «Like It Was» «Как это было»                                              | Ларри Шоу      | Джон Парди и Джой Мерфи                   | 15 октября 2006  | 20,64               |
| Иди пытается увести Майка у Сьюзан, когда он приходит в себя, как оказалось, потеряв память. Бри застаёт Даниэль в постели с её учителем истории, а Эндрю становится образцовым сыном. Линетт подкупает тренера для того, чтобы Паркер продолжил играть в бейсбол, а Габриэль пытается посадить Карлоса в тюрьму… |            |                                                                           |                |                                           |                  |                     |
| 52 | 5          | «Nice She Ain't» «Правда, милашка?»                                       | Дэвид Уоррен   | Александра Каннингем и Сьюзан Нира Джэффи | 22 октября 2006  | 19,71               |
| Сьюзан похищает Майка после того, как Иди врет ему об их мнимых отношениях. Даниэль пытается покончить с жизнью после того, как Бри заставляет её бросить мистера Фалати. Габриэль и Карлос отчаянно пытаются заставить друг друга ревновать. Том говорит Линетт о своих планах — он уже давно мечтает открыть пиццерию, а Остин просит Джули помочь ему с домашним заданием… |            |                                                                           |                |                                           |                  |                     |
| 53 | 6          | «Sweetheart, I Have to Confess» «Любовь моя, хочу признаться»             | Дэвид Гроссман | Дэви Уоллер и Джош Сентер                 | 29 октября 2006  | 21,24               |
| Сьюзан остаётся с Йеном, в то время как Иди продолжает врать Майку; Линетт узнает о поцелуе Тома и Норы; Бри узнает правду о прошлом Орсона; Габриэль толкает Карлоса в открытое окно после того, как он сыграл жестокую шутку с ней, а детектив Ридли задаёт Майку вопросы об убийстве некой Моник… |            |                                                                           |                |                                           |                  |                     |
| 54 | 7          | «Bang» «Ба-бах»                                                           | Ларри Шоу      | Джо Кинан                                 | 5 ноября 2006    | 22,65               |
| Кэролин Бигсби берёт Линетт, Нору, Иди, Остина, Джули и других покупателей супермаркета в заложники. Война Карлоса и Габриэль достигает вершины, а перебранка внутри магазина приводит к трагедии… |            |                                                                           |                |                                           |                  |                     |
| 55 | 8          | «Children and Art» «Дети и искусство»                                     | Уэнди Станзлер | Кевин Эттен и Дженна Банс                 | 12 ноября 2006   | 22,27               |
| Прилетев в Нью-Йорк, Габи понимает, что вернуться в модельный бизнес будет гораздо сложнее, чем она предполагала; со словами благодарности за спасение Линетт приходит в дом своего соседа по имени Арт Шепард и узнаёт его шокирующий секрет. Сьюзан застаёт Джули с Остином; Бри пытается узнать всё о взаимоотношениях Орсона со своей матерью Глорией, а детектив Ридли уверен, что Майк — убийца Моник… |            |                                                                           |                |                                           |                  |                     |
| 56 | 9          | «Beautiful Girls» «Девочки-красавицы»                                     | Дэвид Гроссман | Дэви Уоллер и Сьюзан Нира Джэффи          | 19 ноября 2006   | 21,63               |
| Опасаясь за детей Вистерии-Лейн, Линетт приходит в полицию и с ужасом понимает, что не может найти там помощи; Габи преподаёт модельное мастерство для девочек; Сьюзан пытается подружиться с Рупертом — дворецким Йена; Глория переезжает жить к Орсону и Бри, и женщина рассказывает ей о романе Орсона с Моник; оказавшийся на улице Карлос переезжает жить к Майку, начинающему верить в то, что он действительно мог убить Моник… |            |                                                                           |                |                                           |                  |                     |
| 57 | 10         | «The Miracle Song» «Сказание о чуде»                                      | Ларри Шоу      | Боб Дейли                                 | 26 ноября 2006   | 21,43               |
| Сьюзан очень нервничает перед знакомством с родителями Йена; Габриэль пытается объяснить своей худшей ученице Эми, что она не рождена для того, чтобы быть моделью… пока не знакомится с её очаровательным красавцем-отцом Биллом. Бри конфликтует с Орсоном из-за его тайного романа, а Глория тем временем разрабатывает вместе с Альмой зловещий план по соблазнению Орсона. Иди бросает Майка после того, как его арестовывают за убийство Моник. Сьюзан пытается ему помочь, чем вызывает ревность Йена, а Линетт пускает слух, что Арт — педофил… |            |                                                                           |                |                                           |                  |                     |
| 58 | 11         | «No Fits, No Fights, No Feuds» «Тишь да гладь, божья благодать»           | Санаа Хамри    | Александра Каннингем и Джош Сентер        | 7 января 2007    | 18,71               |
| Общественность узнаёт, что таинственно исчезнувшая Альма жива; между Бри и Сьюзан происходит серьёзная ссора, а Линетт пытается дать Кайле почувствовать, что теперь она — член семьи Скаво… |            |                                                                           |                |                                           |                  |                     |
| 59 | 12         | «Not While I'm Around» «Во всяком случае, не при моей жизни»              | Дэвид Гроссман | Кевин Мерфи и Кевин Эттен                 | 14 января 2007   | 16,76               |
| Бри кажется подозрительным тот факт, что Альма переехала в дом Эплвайтов; Габи нервничает из-за своего тайного поклонника. Когда же она узнаёт его личность, то просто выходит из себя! Том злится на Линетт за оказанную ему помощь; в тюрьме Майк встречает Пола Янга и вступает с ним в сговор, а Сьюзан понимает, что Джули уже давно не ребёнок… |            |                                                                           |                |                                           |                  |                     |
| 60 | 13         | «Come Play Wiz Me» «Пошли, поиграем»                                      | Ларри Шоу      | Валери Аэрн и Кристиан Маклаффлин         | 21 января 2007   | 17,14               |
| Сьюзан и Габи пытаются вытащить Майка из тюрьмы — Сьюзан просит помощи у Йена, а Габи приходится поступиться принципами; жене Йена, Джейн, становится хуже; Альма насилует Орсона; Линетт приходится пропустить рабочий день, чтобы помочь Тому устроить уличную ярмарку… |            |                                                                           |                |                                           |                  |                     |
| 61 | 14         | «I Remember That» «Я это помню»                                           | Дэвид Уоррен   | Джон Парди и Джой Мерфи                   | 11 февраля 2007  | 18,10               |
| К Майку постепенно возвращается память; Сьюзан приходит на похороны Джейн, где понимает, что Йен — самый завидный холостяк в районе; Линетт и Том ведут битву за звание босса в пиццерии; Орсон рассказывает Бри всю правду об убийстве Моник; Зак Янг ревнует Габриэль к своему адвокату, а Альма и Глория решают убить Бри… |            |                                                                           |                |                                           |                  |                     |
| 62 | 15         | «The Little Things You Do Together» «То, что мы делаем вместе»            | Дэвид Гроссман | Марк Черри и Джо Кинан                    | 18 февраля 2007  | 18,51               |
| Габриэль в ужасе — ей кажется, что она провела ночь с Заком. Встреча Орсона и вспомнишего всё до мелочей Майка приводит к опасным результатам; Том нервничает из-за грядущего открытия пиццерии Скаво, на котором предложения руки и сердца последуют одно за другим; правда о причастности Орсона и Глории к убийству Моник всплывает на поверхность… |            |                                                                           |                |                                           |                  |                     |
| 63 | 16         | «My Husband, the Pig» «Мой муж, свинья»                                   | Ларри Шоу      | Брайан А. Александр                       | 4 марта 2007     | 18,31               |
| К Иди приезжает её сын; неожиданая беременность одной из героинь заставляет Бри отложить их с Орсоном медовый месяц; Карлос находит общий язык с сыном Иди; Габи знакомится с политиком Виктором, а Рекс Ван Де Камп, как и Мери Элис, видит окружавший его мир в новом свете… |            |                                                                           |                |                                           |                  |                     |
| 64 | 17         | «Dress Big» «Приодеться»                                                  | Мэтью Дайэмонд | Кевин Иттен и Сьюзан Нира Джэффи          | 8 апреля 2007    | 15,93               |
| Сьюзан узнаёт шокирующий секрет о родителях Йена; Габи знакомится с бывшей женой Виктора; Из-за проблем со здоровьем Том не может работать в пиццерии ближайшие три месяца, а между Карлосом и Иди начинается роман… |            |                                                                           |                |                                           |                  |                     |
| 65 | 18         | «Liaisons» «Связи»                                                        | Дэвид Гроссман | Дженна Банс и Александра Каннингем        | 15 апреля 2007   | 16,35               |
| Сьюзан обдумывает предложение Йена о переезде в Лондон; в пиццерии Скаво появляется новый работник по имени Рик; во время дебатов Виктор становится свидетелем возмутительного поведения, а Сьюзан и Йен попадают в аварию. На помощь приходит Майк! |            |                                                                           |                |                                           |                  |                     |
| 66 | 19         | «God, That's Good» «Господи, как хорошо!»                                 | Ларри Шоу      | Дэви Уоллер и Джош Сентер                 | 22 апреля 2007   | 15,91               |
| Интимная запись с участием Виктора и Габи становится достоянием общественности; Карлос пытается скрыть их с Иди роман, а Паркер и Айда Гринберг находят тело мужа миссис Маккласки… |            |                                                                           |                |                                           |                  |                     |
| 67 | 20         | «Gossip» «Сплетни»                                                        | Уэнди Станзлер | Джон Парди и Джой Мерфи                   | 29 апреля 2007   | 17,17               |
| Сьюзан понимает, что должна, наконец, выбрать между Майком и Йеном. Иди рассказывает всем о том, что встречается с Карлосом, чем вызывает ревность Габи, пытающейся настроить всех против Иди. Линетт всё больше времени проводит с Риком, а слухи о найденном трупе мужа миссис Маккласки разлетаются со скоростью света… |            |                                                                           |                |                                           |                  |                     |
| 68 | 21         | «Into the Woods» «В лесной чаще»                                          | Дэвид Гроссман | Александра Каннингем                      | 6 мая 2007       | 17,16               |
| Габи использует новообретённую политическую и социальную силу; Линетт и Рика грабят прямо в пиццерии, и в итоге им приходится провести ночь в морозильнике для еды. Тому же кажется, что между Риком и его женой что-то есть. Потеряв Йена, Сьюзан решает вернуть Майка, а Карлос знакомится с бывшим мужем Иди, Чарльзом… |            |                                                                           |                |                                           |                  |                     |
| 69 | 22         | «What Would We Do Without You?» «Что бы мы делали без вас?»               | Ларри Шоу      | Боб Дейли                                 | 13 мая 2007      | 16,13               |
| Майк делает Сьюзан предложение руки и сердца весьма необычным способом; Габриэль обручается с Виктором. Линетт понимает, что ей нравится Рик, а Иди пытается убедить Карлоса в том, что они должны жить вместе… |            |                                                                           |                |                                           |                  |                     |
| 70 | 23         | «Getting Married Today» «Сегодня свадьба»                                 | Дэвид Гроссман | Джо Кинан и Кевин Мерфи                   | 20 мая 2007      | 18,82               |
| Бри возвращается из медового месяца; мать Линетт, Стелла, приезжает в город, чтобы поддержать дочь в тяжёлую минуту, а Габи и Сьюзан, наконец, выходят замуж, только вот Габриэль понимает, что счастье опять ускользает из рук. А Иди, кажется, решается на самый отчаянный в своей жизни поступок… |            |                                                                           |                |                                           |                  |                     |